# Joana de Montefeltro
Joana de Montefeltro (em italiano: Giovanna da Montefeltro; Urbino, 1463 — Urbino, 1514) foi uma nobre italiana, princesa de Urbino e duquesa consorte de Sora e Arce.

## Biografia
Era a terceira filhanascida do segundo casamento de Frederico III de Montefeltro, duque de Urbino, com Batista Sforza, filha de Alexandre Sforza.
Ficou noiva em 22 de agosto de 1474 de João Della Rovere (Giovanni della Rovere), duque de Sora e Arce, senhor de Senigália e vigário papal de Mondavio, que em 1475 foi feito prefeito de Roma por seu tio, o Papa Sisto IV.
Do matrimónio, celebrado em 10 de maio de 1478, nasceram seis filhos:
1. Maria Joana (Maria Giovanna) (1486-1538), que casou em primeiras núpcias com Venanzio da Varano, senhor de Camerino, e depois com Galeazzo Riario della Rovere Sforza, senador de Bolonha;
2. Jerónimo (Girolamo) (1487-1492);
3. Beatriz (Beatrice) (1488-1505), religiosa;
4. Francisco Maria I (Francesco Maria) (1490- 1538), que casou com Leonor Gonzaga, e que herdou o Ducado de Urbino e o de Sora;
5. Frederico (Federico) (1491-1494);
6. Constança (Costanza) (1492-1507), religiosa.

Quando o marido morreu, a duquesa teve a tutela do herdeiro, Francisco Maria, e o governo dos territórios e na correspondência diplomática era expressamente designada com o título de Prefetessa.
Joana é também conhecida por ter protegido Rafael, existindo uma carta sua, datada de 1 de outubro de 1504, na qual recomenda Rafael ao gonfaloneiro de Florença Piero Soderini, para que este acolhesse na cidade o jovem artista. Alguns historiadores levantam a hipótese de, na sua obra La Muta ("Retrato de uma Dama"), Rafael ter retratado a duquesa .